# Teshikaga
Teshikaga (japanska: 弟子屈町?, Teshikaga-chō) är en landskommun (köping) i Hokkaido prefektur i Japan. 
I kommunen ligger kratersjöarna Mashūsjön och Kussharosjön, båda en del av Akan-Mashū nationalpark.